# Leiarius longibarbis
Leiarius longibarbis är en fiskart som först beskrevs av Castelnau, 1855.  Leiarius longibarbis ingår i släktet Leiarius och familjen Pimelodidae. Inga underarter finns listade i Catalogue of Life.